# 维也纳大学语言文化学院

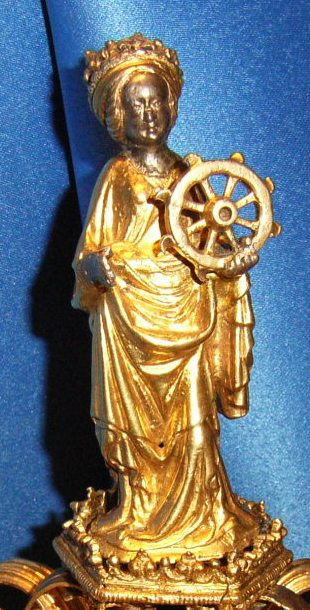
亚历山大的凯瑟琳（Katharina von Alexandrien）是哲学的守护神。这个来自1401年的镀金银小雕像位于前哲学院的权杖上，该权杖创建于1666年，至今仍用于礼仪场合。

维也纳大学语言文化学院（德語：Philologisch-Kulturwissenschaftliche Fakultät der Universität Wien）是维也纳大学的二级学院之一，成立于2000年，位于维也纳内城区维也纳大学主楼，其前身为人文学院（Geisteswissenschaftlichen Fakultät）。

## 简介

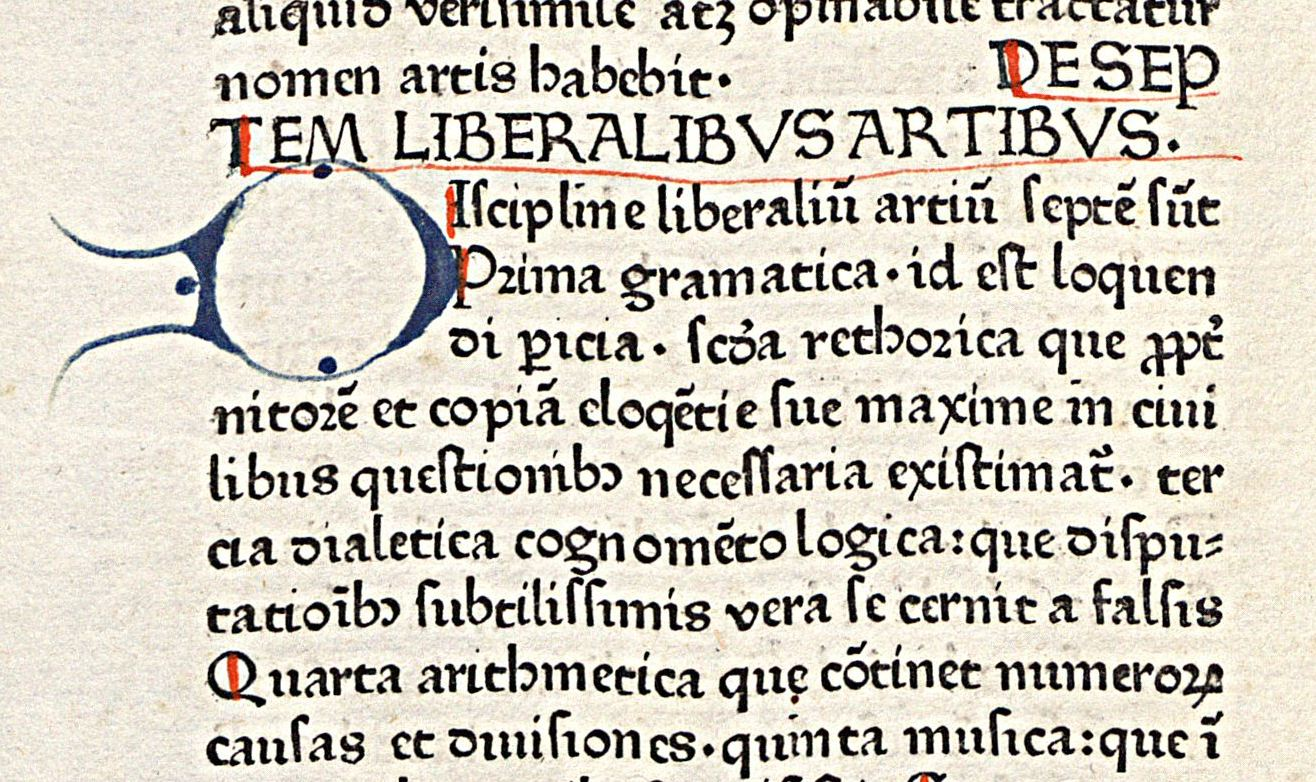
论七文科，圣伊西多尔·冯·塞维利亚（Isidorus of Sevilla），斯特拉斯堡，约翰·门特林（Johann Mentelin），1473年

维也纳大学语言文化学院拥有20,000名学生，是维也纳大学最大的学院。汉学家魏格林曾于2010-2011年任语言文化学院院长。
直至1997年，当时的人文学院的学系分布在大约20个不同的地点。今天基本上只有两个地点：维也纳大学主楼和1998年投入运行的维也纳大学校园（Campus der Universität Wien）。维也纳大学语言文化学院的中心课题是人类在其历史条件下和根据其文化成就在社会中行动，特别是在语言、文学和音乐领域。

## 历史
语言文化学院的教学、研究和行政管理可以追溯至1365年的建校年——建校文件保存在今天的维也纳大学档案馆，当时实行博雅教育，这是专攻神学、法学或医学的先决条件。1848年革命后，1849年成立哲学院（Philosophischen Fakultät）。

## 教学
语言文化学院下辖13个学系，从语言和历史维度、区域、国家、种族、社会和性别差异以及超区域和全球背景中研究文化，所开设非洲学、芬兰—乌戈尔研究、荷兰研究、斯堪的纳维亚学、阿拉伯研究、突厥学、伊斯兰研究、印度学、藏学、中国学、韩国学和日本学等专业为奥地利唯一。戏剧、电影和媒体研究、亞洲研究和音乐学正在不断扩大。凯尔特学、卢西塔尼亚学、新拉丁研究、乌克兰学等专业正在建立。日耳曼语、英语、罗曼语和斯拉夫语学系包含了了广泛的欧洲语言。

## 学系
按首字母排列：
| 学系                                 | 部门                                         |
| ------------------------------------ | -------------------------------------------- |
| 非洲学系                             |                                              |
| 英美研究系                           |                                              |
| 欧洲比较语言文学系                   | 芬兰—乌戈尔学 荷兰学 斯堪的纳维亚学 比较文学 |
| 日耳曼學系                           |                                              |
| 古典语言学、中世纪和现代拉丁语研究系 |                                              |
| 音乐学系                             |                                              |
| 东方学系                             |                                              |
| 东亚研究系                           | 日本学 中国学 韩国学 东亚经济与社会          |
| 羅曼學系                             |                                              |
| 斯拉夫学系                           |                                              |
| 语言学系                             |                                              |
| 南亚藏传佛教研究系                   |                                              |
| 戏剧、电影和媒体研究系               |                                              |

## 文献
- 1000 Jahre Österreich – Wege zu einer Österreichischen Identität; Vorträge anlässlich des Dies Academicus der Geisteswissenschaftlichen Fakultät der Universität Wien am 10. Jänner 1996, ed. Franz Römer, WUV-Universitätsverlag (Wien 1997);
- Historie und Geist, Universitätscampus Wien; ed. Alfred Ebenbauer, Wolfgang Greisenegger, Kurt Mühlberger, Verlag Holzhausen (Wien 1998);
- Geisteswissenschaften Wien – Themen, Projekte, Kontakte, Herbst 1999, ed. Arbeitsgruppe für Öffentlichkeitsarbeit an der Geisteswissenschaftlichen Fakultät der Universität Wien in Zusammenarbeit mit den „Wiener Vorlesungen“, (Wien 1999);
- Zukunft mit Altlasten. Die Universität Wien 1945 bis 1955, ed. M. Grandner, G. Heiss und O. Rathkolb, Innsbruck-Wien-München-Bozen 2005 (=Querschnitt 19), die Beiträge sind weitgehend den philologischen und historischen Fächern gewidmet.